# Jost Josef Nager
Jost Josef Nager (* 14. April 1813 in Andermatt; † 24. September 1892 in Luzern, katholisch) war ein Schweizer Politiker (Liberale).

## Biografie
Jost Josef Nager kam am 14. April 1813 in Andermatt als Sohn des Kaufmanns und Urner Grossrats Jost Anton Nager und der Franziska geborene Müller zur Welt. Nager absolvierte ein Studium der Rechte an den Universitäten Genf, Heidelberg, Göttingen und Lausanne. In der Folge war Nager, Talmann von Ursern, zunächst als Advokat, von 1839 bis 1841 als Kriminalrichter, anschliessend bis 1847 als Obergerichtsschreiber, von 1848 bis 1857 als Staatsschreiber tätig, ehe er in Luzern zum Kreispostdirektor gewählt wurde. Diese Stellung hatte er bis zu seiner Pensionierung im Jahr 1891 inne.
Daneben nahm Jost Josef Nager 1857 ein Verwaltungsratsmandat bei der Eisenbahnaktiengesellschaft Luzern-Zürich sowie von 1871 bis 1875 bei der Schweizerischen Centralbahn wahr. Überdies fungierte er als Mitglied der Luzerner Handelskammer. Nager profilierte sich als Verwaltungs- und Wirtschaftsfachmann.
Jost Josef Nager war mit Paulina, der Tochter des Josef Schumacher, verheiratet. Er verstarb am 24. September 1892, fünf Monate nach Vollendung seines 79. Lebensjahres in Luzern.

## Politischer Ämter
Jost Josef Nager, Mitglied der Liberalen, vertrat seine Partei auf kommunaler Ebene von 1851 bis 1857 und 1860 bis 1875 im Grossstadtrat von Luzern. Auf kantonaler Ebene gehörte er von 1839 bis 1841 dem Luzerner Grossrat an. Darüber hinaus nahm er auf Bundesebene für den Kanton in den Jahren 1848 bis 1849 sowie 1854 bis 1857 Einsitz in den Ständerat.